# Chrysops brunneus
Chrysops brunneus is een vliegensoort uit de familie van de dazen (Tabanidae). De wetenschappelijke naam van de soort is voor het eerst geldig gepubliceerd in 1903 door Hine.